# 毎日放送制作土曜夕方6時枠のアニメ
- 毎日放送 > 毎日放送番組一覧 > 毎日放送制作土曜夕方6時枠のアニメ
- TBS系アニメ > 毎日放送制作土曜夕方6時枠のアニメ
- 全日帯のテレビアニメ放送枠の一覧 > 毎日放送制作土曜夕方6時枠のアニメ

毎日放送制作土曜夕方6時枠のアニメ（まいにちほうそうせいさくどようゆうがた6じわくのアニメ）では、1993年7月3日 - 1996年8月31日・1999年9月4日 - 2001年6月30日・2002年10月5日 - 2008年3月29日の3期にわたり、毎日放送（MBS）の制作により、TBS系列各局で毎週土曜18時00分 - 18時30分（夕方6時00分 - 6時30分。JST）に放送されていたテレビアニメ枠について記述する。
第3期以降は「土6」（どろく）の通称で知られていた。

## 枠の歴史

### 枠開始以前
元々は、1975年10月4日から1992年9月26日までの17年に渡り、TBS制作による料理バラエティ番組『料理天国』を放送した。同番組終了に伴い毎日放送制作枠となり、山城新伍司会によるクイズ番組『新伍のワガママ大百科』が1992年10月3日から1993年6月26日まで9ヶ月間放送された。なお、この枠は『私はナンバーワン』→『アップダウンクイズ』→『クイズ!!ひらめきパスワード』（本番組まで日曜19時枠）→『近藤正臣の味覚人情報』（木曜19時30分枠）から引き継がれた大阪本社制作枠だった。

### 第1期
1993年7月3日より『3丁目のタマ うちのタマ知りませんか?』が放送開始 されてアニメ枠となる。『まんが日本昔ばなし』が全国ネットされていた1994年3月までは『JNNニュースの森』をアニメ枠で挟んだ事実上の連続編成の形態となっていた。1994年4月以降は『まんが日本昔ばなし』のローカル枠降格に伴って、MBSでは『まんが日本昔ばなし』が土曜夕方5時のローカル枠へ移動したことにより、アニメ枠が連続編成となっていた。尚、第1期の土曜夕方6時枠は番組改編が9月に行われるという異例の状況が長年続くこととなる。
| 作品名                                | 放送期間                     | 話数   |
| ------------------------------------- | ---------------------------- | ------ |
| 3丁目のタマ うちのタマ知りませんか?   | 1993年7月3日 - 8月28日       | 全9話  |
| ムカムカパラダイス                    | 1993年9月4日 - 1994年8月27日 | 全51話 |
| 愛と勇気のピッグガール とんでぶーりん | 1994年9月3日 - 1995年8月26日 | 全51話 |
| ママはぽよぽよザウルスがお好き        | 1995年9月2日 - 1996年8月31日 | 全52話 |

### 第2期
1996年9月7日から1999年8月28日までは、特撮番組である『平成ウルトラマンシリーズ』三部作を放送していたが、同年9月4日から再びアニメ枠に戻ってゾイドシリーズが放送された。2001年6月にゾイドシリーズが終了した後は、再び特撮番組枠となり『ウルトラマンコスモス』が放送された（2001年7月7日から2002年9月28日まで）。
| 作品名            | 放送期間                      | 話数   | 備考 |
| ----------------- | ----------------------------- | ------ | --- |
| ゾイド -ZOIDS-    | 1999年9月4日 - 2000年12月23日 | 全67話 | 当初は1年間（4クール）の予定であったが、 玩具・作品共に人気を得たため、約5クールに延長され、当枠最長の放送期間となった。 |
| ゾイド新世紀/ゼロ | 2001年1月6日 - 6月30日        | 全26話 | 2クール放送。 |

### 第3期
2002年10月からガンダムシリーズの新作であった『機動戦士ガンダムSEED』が始まると同枠の様相が一変する。最高8.0%・平均6.2%の視聴率を記録し（ビデオリサーチ調べ、関東地区・世帯・リアルタイム）、関連商品も大ヒットしたことから、フジテレビ系列の月曜夜9時ドラマ枠（通称：月9。げつく、げっく）になぞらえて「土6（どろく）」と呼ばれるようになった。以降「土6」の通称とともにアニメ枠として定着し、毎日放送サイドでは「アニメのゴールデン枠」と表現するようになった。
比較的年少の子供向けの傾向だった第1期や第2期とは異なり、第3期では土曜深夜の『アニメシャワー』枠や2005年4月より放送開始された日曜朝7時枠の『交響詩篇エウレカセブン』、2006年10月に新設された木曜深夜自社制作深夜アニメ枠（現『アニメイズム』枠）の影響もあり、全般的にティーンエイジャーを対象にした傾向の作品が多い。
2006年10月放送開始の『天保異聞 妖奇士』にて、『ムカムカパラダイス』以来のコメディ作品となる。
尚、『ガンダムSEED』から『BLOOD+』は4クール、『天保異聞 妖奇士』から『機動戦士ガンダム00』は2クールの放送を行った。
各番組に共通するスポンサーはバンダイとソニー・ミュージックグループであり、関連商品も発売されていた。
全番組で字幕放送実施。
| 作品名                                    | 放送期間                      | 話数   | 備考 |
| ----------------------------------------- | ----------------------------- | ------ | --- |
| 機動戦士ガンダムSEED                      | 2002年10月5日 - 2003年9月27日 | 全50話 | PHASE-30 「閃光の刻」で当枠通算500回達成。 |
| 鋼の錬金術師                              | 2003年10月4日 - 2004年10月2日 | 全51話 | |
| 機動戦士ガンダム SEED DESTINY             | 2004年10月9日 - 2005年10月1日 | 全50話 | |
| BLOOD+                                    | 2005年10月8日 - 2006年9月23日 | 全50話 | |
| 天保異聞 妖奇士                           | 2006年10月7日 - 2007年3月31日 | 全25話 | この作品以降、データ放送を実施するようになった。この作品から2クール放送になる。                                                                                |
| 地球へ…                                   | 2007年4月7日 - 9月22日        | 全24話 | 16:9SDマスター。 |
| 機動戦士ガンダム00 （ファーストシーズン） | 2007年10月6日 - 2008年3月29日 | 全25話 | 「土6」枠最終作品にして唯一のハイビジョン制作。 間をおいて後述の「日5」枠にてセカンドシーズンを放送している。 本放送終了後にBS-i（現・BS-TBS）でも遅れネット。 |

### 番組枠の終了、「日5」へ
TBSは2008年4月改編でこれまで日曜17時30分 - 18時24分枠で放送してきた『JNN報道特集』を曜日移動・時間拡大の上で4月5日より土曜17時30分 - 18時50分枠にて『報道特集NEXT』としてリニューアルし、それにともなって本枠は事実上交換の形で4月6日より日曜17時00分 - 17時30分枠（通称「日5（にちご）」）へ移動した。なお、『報道特集』と本枠の移動に伴い、これまで日曜17時00分から放送されていた『JNNイブニング・ニュース』は、30分繰り下げて、日曜17時30分からの放送に変更された（土曜版は終了）。
枠移動に合わせて千葉繁とゆかながナレーションを担当の、2002年以降の「土6」枠作品を回顧しながらの『コードギアス 反逆のルルーシュR2』の開始告知をかねた枠移動告知CMが流された。

## 参考：TBS系列土曜18時 - 18時30分枠の同時ネット化の進展
TBS制作『料理天国』の頃から、先述のCBCなど一部地域ではこの時間帯にて自社ローカル番組などを放送していた関係で1週間遅れでの時差ネットを行っていた（ほとんどの地域は土曜17時30分枠であったが、中部日本放送のみ同時間帯に『天才クイズ』を放送していた関係で土曜17時枠での放送であった）。その後、中部日本放送を含め毎日放送との同時ネットに切り替わった地域（局）は増加した。ストーリーを繋げる関係上、同時ネット化当日は17時30分からの1時間を使う形で遅れネット分も含めた2話連続放送とする傾向が多かった（例外あり）。
『ウルトラマンコスモス』放送途中（2002年4月頃）から同時ネット化
- 北海道放送（HBC）

1993年4月 - 2002年3月までこの時間帯は自社制作の情報番組を放送していたため17時30分からの1週遅れネットだったが、『アンカー!』（2002年4月 - 2006年3月）開始に伴い、17時30分と18時(同時ネット)に連続放送をして、以後同時ネットに戻った。
- RKB毎日放送（RKB）

2002年9月28日の『ウルトラマンコスモス』最終回から同時ネットに移行。同日は17時からその直前回を含む2本を続けて放送した（その日の同時ネット地域は『オールスター感謝祭'02秋』に伴う特別編成のため、17時30分からの放送だった）。
『機動戦士ガンダムSEED』開始と共に同時ネット化
- テレビ山口（tys）

かつてはニュース以外の番組供給系列のみフジテレビ系列とのクロスネット局（FNSにも加盟）だった。しかしJNN協定の規定で他のニュース系列とのクロスネットが禁止されている関係上、フジテレビ側から求められたFNNへの加盟が出来なかったために1987年9月限りでFNS脱退を余儀なくされた。こうした経緯からスポンサードセールス等の条件が他のTBS系列局と異なっていたため、土曜日の17時台と18時台前半を引き続き優先購入していたフジテレビ系列の番組・自社制作番組・JNN九州山口ブロックネット番組の遅れネットなどの枠としていた余波で、この時間帯の番組はTBS系列局で唯一非ネットであったが、『ウルトラマンコスモス』の途中から同時ネットの形で放送を開始したした。ただ、『ウルトラマンティガ』から『ウルトラマンガイア』までのウルトラシリーズについては学校の長期休暇時に集中放送していた。
『鋼の錬金術師』中盤（2004年4月）から同時ネット化
- 青森テレビ（ATV）

この時間帯はフジテレビ制作『サザエさん』を放送していたが、放送枠交換を実施。同時ネット化当日に限り『サザエさん』は17時からに移動し、その直後の『鋼の錬金術師』を遅れネット分も含めた2話連続で放送した。
『機動戦士ガンダムSEED DESTINY』中盤（2005年4月）から同時ネット化
- 中部日本放送（CBC）[注 38]

2004年9月に『天才クイズ』終了後、半年は土曜夕方5時30分枠で1週遅れネット。自社制作ローカル情報番組『サタデー生ワイド そらナビ』開始に伴う（これにより五大都市圏全局同時ネット化達成）。
- 山陽放送（RSK）[注 40]

2005年3月19日まで一週遅れだったが同年3月26日に『機動戦士ガンダムSEED DESTINY』のPHASE-22、23を一時間スペシャルとして放送して遅れを解消しそのまま30分繰り下げになる形で、翌週の4月2日から同時ネット化。
『BLOOD+』中盤（2006年4月）から同時ネット化
- 信越放送（SBC）
- 北陸放送（MRO）
- 南日本放送（MBC）（ウルトラマンメビウス#放送時間を参照）

1982年10月 - 2006年3月まで自社制作のニュース番組を放送していた為に、この時間帯は長らく1周遅れネットだった。2006年4月に『MBC6時こちら報道』から『MBCニューズナウ』土曜版の流れを引き継いだニュース番組『陶山賢治の時の風』終了の為、その後は同時ネットとなる。
最後まで1週遅れネット
- 静岡放送（SBS）

途中から1週遅れネット
- IBC岩手放送（IBC）

1996年4月 - 1997年3月までは『ニュースエコー』の土曜版（1996年3月までは17:30 - 18:00）を18時00分 - 18時30分に放送（アニメと枠交換）していたため、1週遅れでの放送となった（『ママぽよ』途中から『ティガ』途中まで）。1996年3月までの『オールスター感謝祭』放送日の土6枠番組は翌日曜または5日遅れの木曜17:00開始など日時は変動していた。
- 中国放送（RCC）[注 41]

『ウルトラマンティガ』途中までは同時ネットだったが、1997年4月にスポーツ情報番組『HOT DOG』（風見しんご司会）をスタートさせて以降1週遅れとなった（それまで放送していたニュース番組『RCCニュースサタデー』は夕方5時30分枠で、時間短縮後の『RCCニュース』は17:50枠であった）。
その後先述の『報道特集』枠移動により、当該枠はJNN全局同時ネット化を達成し現在に至っている。
- TBS系列局がない秋田県では、秋田放送（ABS、日本テレビ系列）が『うちのタマ知りませんか?』から『とんでぶーりん』までと『ウルトラマンコスモス』を、秋田テレビ（AKT、フジテレビ系列）が『ゾイド』シリーズを遅れネットで放送した。レギュラー放送はしなかったが『鋼の錬金術師』劇場版のPR番組を秋田朝日放送（AAB、テレビ朝日系列）が放送した。

## 備考
- 『鋼の錬金術師』以降の作品は『機動戦士ガンダムSEED DESTINY』を除いて第1話放送前にPR番組を自局および一部のネット局で放送するのが恒例となっていた[注 42]。『BLOOD+』と『天保異聞 妖奇士』は放送中にもナビゲーション番組が放送された（関東では独立U局でも放送）。また、一部の毎日放送製作作品についても同様にPR番組やナビゲーション番組が放送された。
- 毎年春・秋に放送される期首特番『オールスター感謝祭』が放送される日は30分繰り上げて17:30 - 18:00に放送されていた。
- 本枠では長らく、番組の終了直後に毎日放送からの送出で『JNNニュースの森』→『JNNイブニング・ニュース』の予告映像（事前収録）が5秒間流れていた[注 43]。
- 本枠が終了した1年後の2009年4月に、読売テレビ制作で読売テレビ・日本テレビ系の『名探偵コナン』が同時間帯に移動された時、読売テレビは本枠と同じ「土6」枠と称している。
- 以後、毎日放送制作土曜日のアニメは日5から枠移動した『アニメサタデー630』の第1部（6:30 - 7:00）まで9年間放送されなかった。